# Sebastian George von Wedel
Sebastian George von Wedel (* 17. Mai 1745 in Schwerin; † 1808) war ein preußischer Landrat in Hinterpommern und stand von 1781 bis zu seinem Tode dem Kreis Saatzig vor.

## Leben
Er entstammte dem Haus Cremzow der uradligen Familie von Wedel. Sein Vater Friedrich Leopold von Wedel (1714–1760) war preußischer Kapitän und bewirtschaftete seit seinem Abschied seine pommerschen Güter Kremzov, Schwerin, Replin und Suckow. Seine Mutter Auguste Margarete war eine geborene von Kleist (1724–1794).
Sebastian George von Wedel besuchte von 1757 bis 1759 die Realschule in Berlin. Anschließend trat er in das Infanterieregiment „von Kobloch“ der Preußischen Armee ein und nahm am Siebenjährigen Krieg teil. 1764 musste er aus gesundheitlichen Gründen als Fähnrich seinen Abschied nehmen.
Bei der Aufteilung des väterlichen Erbes erhielt Wedel 1769 das Gut Schwerin, das er selber bewirtschaftete. Des Weiteren wurde er zum Ritterschaftsrat gewählt.
Im Jahre 1781 wurde Wedel als Nachfolger des verabschiedeten Caspar Heinrich von Mellenthin Landrat des Kreises Saatzig. Dieser hatte sich bemüht, seinen Sohn Caspar Heinrich Friedrich von Mellenthin als Nachfolger durchzusetzen, der zunächst auch gewählt, aber von König Friedrich II. nicht ernannt wurde. Die Wahl Wedels im Juni 1781 war umstritten, da nicht alle Kreisstände eingeladen worden sein sollen, wurde aber vom König anerkannt.
Für sein Gut Schwerin erhielt Wedel im Jahre 1781 vom König 5.800 Reichstaler Meliorationsgelder zum Zinssatz von einem Prozent. Mit diesen Geldern errichtete er zunächst im Nordosten des Gutsbezirks an der Stelle des im 17. Jahrhundert aufgegebenen Dorfes Elmershagen ein Vorwerk und einige Jahre später im Westen des Gutsbezirks das Vorwerk Schwerinshof. Als er in wirtschaftliche Schwierigkeiten geriet, gab der Volksmund seinen drei Besitzungen die Namen „Kreuz, Jammer und Elend“. An dem Vorwerk Elmershagen blieb der Name „Kreuz“, auch niederdeutsch „Krütz“, haften, so dass es seitdem Kreutz hieß.
Sebastian George von Wedel war seit 1769 mit Catharina Sabina Charlotte, einer geborenen von Lepel, verheiratet. Aus der Ehe gingen vier Söhne und drei Töchter hervor.